# Uwe Höhn

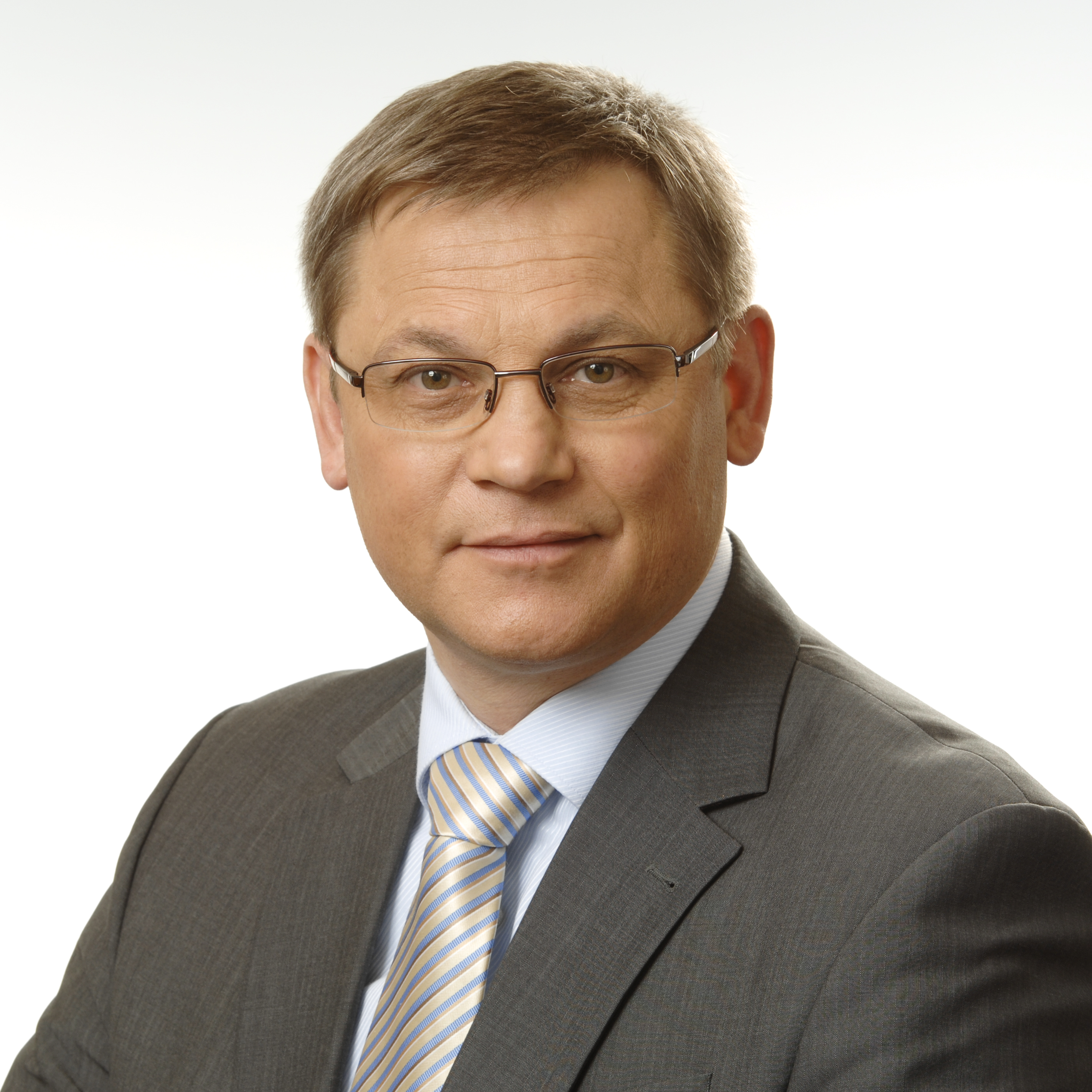
Uwe Höhn

Uwe Höhn (* 30. März 1958 in Schwarzbach) ist ein deutscher Politiker (SPD). Er war von 1999 bis 2017 Mitglied des Thüringer Landtags, dort von 2009 bis 2013 Vorsitzender der SPD-Fraktion und von 2014 bis 2017 Vizepräsident. Von 2013 bis 2014 amtierte er als Thüringer Minister für Wirtschaft, Arbeit und Technologie. Von September 2017 bis März 2020 war er Staatssekretär für die Gebietsreform im Thüringer Ministerium für Inneres und Kommunales.

## Ausbildung und Beruf
Nach dem Abschluss der Polytechnischen Oberschule 1974 absolvierte Höhn eine Berufsausbildung mit Abitur als Elektromechaniker. Er war danach in diesem Beruf tätig und absolvierte von 1985 bis 1990 ein Fachhochschulstudium zum Feinwerkingenieur in Jena. 1994 erwarb er an der Thüringer Verwaltungsschule Weimar einen Abschluss als Verwaltungsfachwirt.

## Politischer Werdegang
Von 1992 bis 1994 war Höhn, der im Dezember 1992 der SPD beitrat, Bürgermeister der Gemeinde Schwarzbach. Zwischen 1993 und 2009 war er Kreisvorsitzender der SPD im Landkreis Hildburghausen. Seit 1994 gehört er außerdem dem SPD-Landesvorstand an. Von 1996 bis 1998 und von 2001 bis 2006 war er stellvertretender SPD-Landesvorsitzender und von 1996 bis 1999 SPD-Landesgeschäftsführer.
Bei der Landtagswahl in Thüringen 1999 wurde Höhn zum ersten Mal in den Thüringer Landtag gewählt. 2004 wurde er dort Parlamentarischer Geschäftsführer der SPD-Fraktion. Am 4. November 2009 wurde Höhn als Nachfolger von Christoph Matschie, der im Kabinett Lieberknecht das Amt des Ministers für Bildung, Wissenschaft und Kultur übernahm, zum Vorsitzenden der SPD-Landtagsfraktion gewählt. Diese Position gab er am 18. Dezember 2013 auf, um die die Nachfolge des zurückgetretenen Ministers für Wirtschaft, Arbeit und Technologie Matthias Machnig anzutreten. Nach der Landtagswahl in Thüringen 2014 wurde Höhn am 14. Oktober 2014 zum Vizepräsidenten des Thüringer Landtags gewählt und legte am selben Tag sein Ministeramt nieder.
Nach der Absage des zunächst als Staatssekretär vorgesehenen Landrates des Unstrut-Hainich-Kreises Harald Zanker wurde Höhn am 5. September 2017 zum für die geplante Verwaltungs-, Funktional- und Gebietsreform zuständigen Staatssekretär im Thüringer Ministerium für Inneres und Kommunales ernannt. Infolge seiner Ernennung schied er am 8. September 2017 aus dem Landtag aus, seine Mandatsnachfolge trat Thomas Hartung an.
Vom 4. Februar bis zum 14. Oktober 2014 war Uwe Höhn als Mitglied der Thüringer Landesregierung auch stellvertretendes Mitglied des Bundesrates.